# Немачке железнице
Немачка железница (скр. DBAG, DB AG или DB) је немачка железничка компанија основана 1994. године. Настала је спајањем две немачке државне железничке компаније - западнонемачких железница (Deutsche Bundesbahn) и источнонемачког (ДДР) железничког предузећа (Deutsche Reichsbahn). Себе означава као другу по величини транспортну компанију света и као највећу европску железничку компанију. Налази се у власништву немачке државе. У поља њеног деловања спадају поред превоза путника и робе железницом, и изградња и одржавање железничке инфраструктуре.
Ова компанија је структурисана као концерн и поседује преко 500 зависних сестринских предузећа. Ова компанија у области шинског саобраћаја, остварује преко половине свог укупног промета. У осталим областима - транспортом, логистичким и другим услужним делатностима, остварује другу половину свог оперативног промета.
Централа компаније је неко време била лоцирана у Франкфурту. Године 2000. се пребацује у нову зграду (BahnTower) у Берлину, али развојно и друга централна одељења остају и даље у филијали у Франкфурту.
Основни капитал компаније износи 2,15 милијарди евра који је подељен на 430 милиона акција које се налазе у власништву немачке државе.
На основу таквих имовинских односа се ова компанија може назвати „приватно организовано државно предузеће". Године 2006. је остварена добит од 1,68 милијарди евра. Дио својих прихода, компанија остварује путем уговора са јавним установама и организацијама. Одржавање и изградња железничке инфраструктуре је посебно регулисано.

## Сарадња са авио-превозницима
У заједници са American Airlines-ом, Emirates-ом и Lufthansa-ом, „Немачке железнице“ превози робу и путнике између Франкфуртског међународног аеродорма и Бона, Келна, Диселдорфа, Фрајбурга, Хамбурга, Хановера, Манхајма, Минхена, Нирнберга и Штутгарта. Ознака „Немачке железнице“ је 2А.

## Власничка структура
„Немачке железнице“ а. д. је у власништву Савезне Владе Немачке.